# الحديقة الوطنية الجليدية

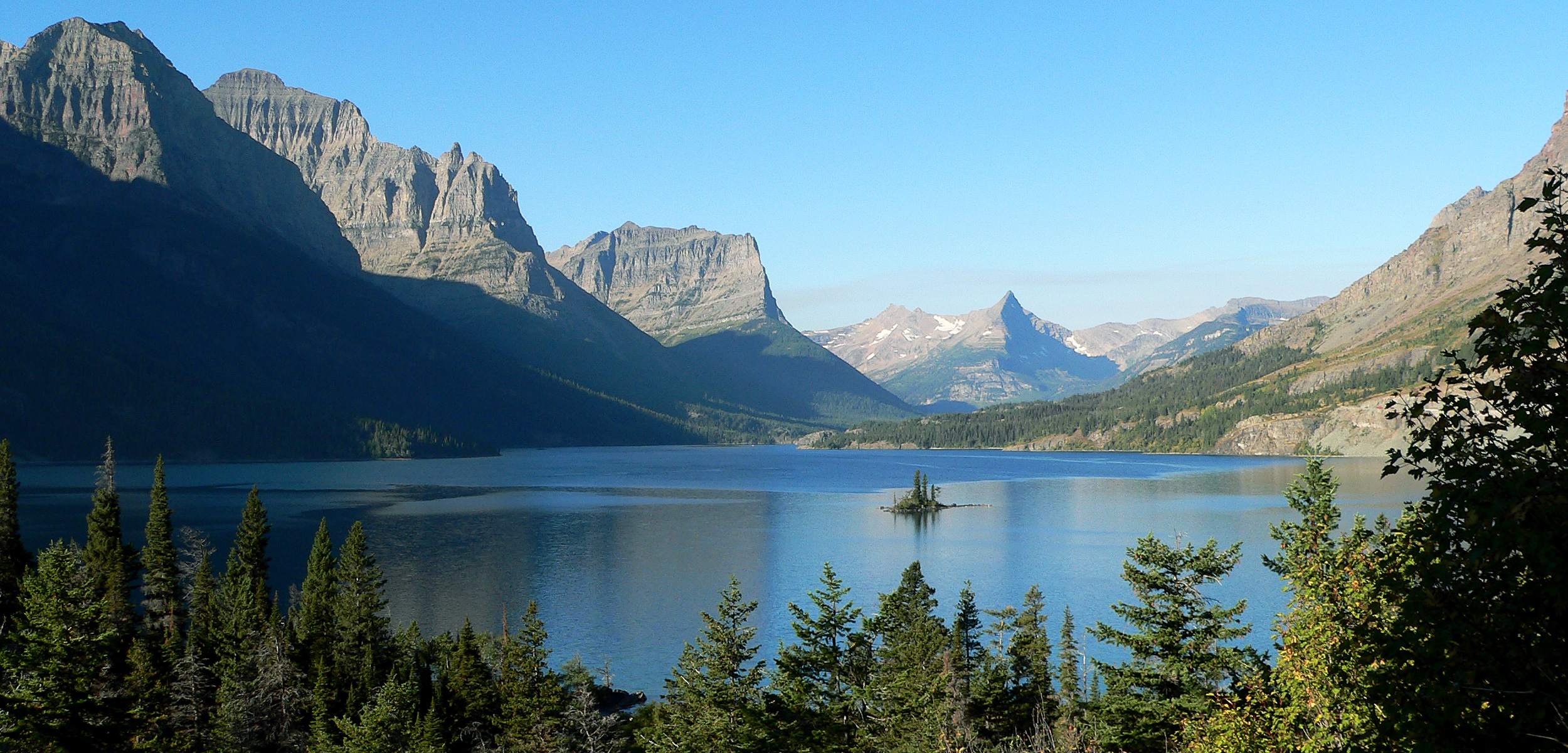
بحيرة سانت ماري وجزيرة وايلد جوس

تقع الحديقة الوطنية الجليدية (بالإنجليزية: Glacier National Park) في الولاية الأمريكية مونتانا وهي حديقة وطنية أمريكية. تأسست عام 1910 بمسامحة قدرها 4101 كم 2 وتُحدها من الشمال مُقاطعتي ألبرتا وكولومبيا البريطانية الكندية.
تُعتبر هذه الحديقة التي تتكون من مناطق جبلية مأوى لعشرات المثلجات، ومئات البحيرات، وألاف الأنواع الحيوانية والنباتية، أحد النظم البيئية الأكثر حفظاً في البلاد. تشترك مع النظم البيئية الأكثر امتداداً (4400 كم 2 ) وتـُسمى « النظام البيئي التاج للقارة ». مع الحديقة الوطنية الكندية حديقة بحيرات واترتون الوطنية , تتكون الحديقة الدولية واترتون-جلاسي للسلام  منذ عام 1932. هذه المنطقة مكونة من حديقتان صممهما اليونسكو وهم محمية المحيط الحيوي عام 1976 ومواقع التراث العالمي عام 1995.
تأخذ الحديقة مسار الطريق الشهير Going-to-the-Sun Road ( الطريق للذهاب إلى الشمس ) حيث يجتاز الContinental Divide (المنقسم القاري) مما يسمح للزائرين بالدخول إلى قلب الغابات الكثيفة والطرق المعشوبة الألبية. صنّف هذا الطريق وخمسة فنادق المؤرخين من بداية القرن العشرين من المعالم التاريخية القومية (National Historic Landmarks) ويُعتبر من ضمن 350 من منتزهات أخرى من السجل الوطني للأماكن التاريخية.
يقع المنتزه في ولاية مونتانا بالولايات المتحدة بالقرب من مدينة كاليسبيل، مونتانا ؛ وهو يعتبر أو منتزه وطني ينشأ، حيث تأسس يوم 11 مايو من عام 1910 بمساحة قدرها 4101 كم2. صُنفت تبع اللجنة العالمية للمناطق المحمية كمنتزه وطني . يذهب إليهاه وصل عدد زوارها إلى 048 200 2  عام 2010 وتديرها إدارة المتنزهات الوطنية.

## الجغرافيا
تقع الحديقة شمال غرب ولاية مونتانا على الحدود الكندية في منطقة جبلية مُتخذة جزئاً من جبال روكي. تُحد الحديقة من الجنوب حديقة بحيرات واترتون الوطنية التي تقع في ألبرتا (كندا) وأيضاً تٌحدها الغابة الإقليمية فلاتهاد والحديقة الإقليمية أكامينا- كيشينينا في كولومبيا البريطانية. تُحد الجزء الشرقي للحديقة المحمية الهندية للأقدام-السوداء بينما تُحد الغابات الوطنية لويس وكلارك، وفلاتهاد الخدود الجنوبية والغربية للحديقة.
ليس من السهل الوصول للحديقة نظراً لبُعدها. تقع المدينة الكندية كالغاري على بعُد 300 كم شمالاً وهي المدينة المجاورة الأكثر قُرباً والتي تسكنها 000 100 ساكن. بالفعل، لا تمتلك ولاية مونتانا أي مدينة بعدد سكان أعلى من التي تقربها. بلغ عدد سكان مدينة كاليسبيل، مونتانا التي تقع على بعد 50 كم جنوب غرب الحديقة إلى 000 15 ساكن أثناء تعداد الولايات المتحدة 2000.

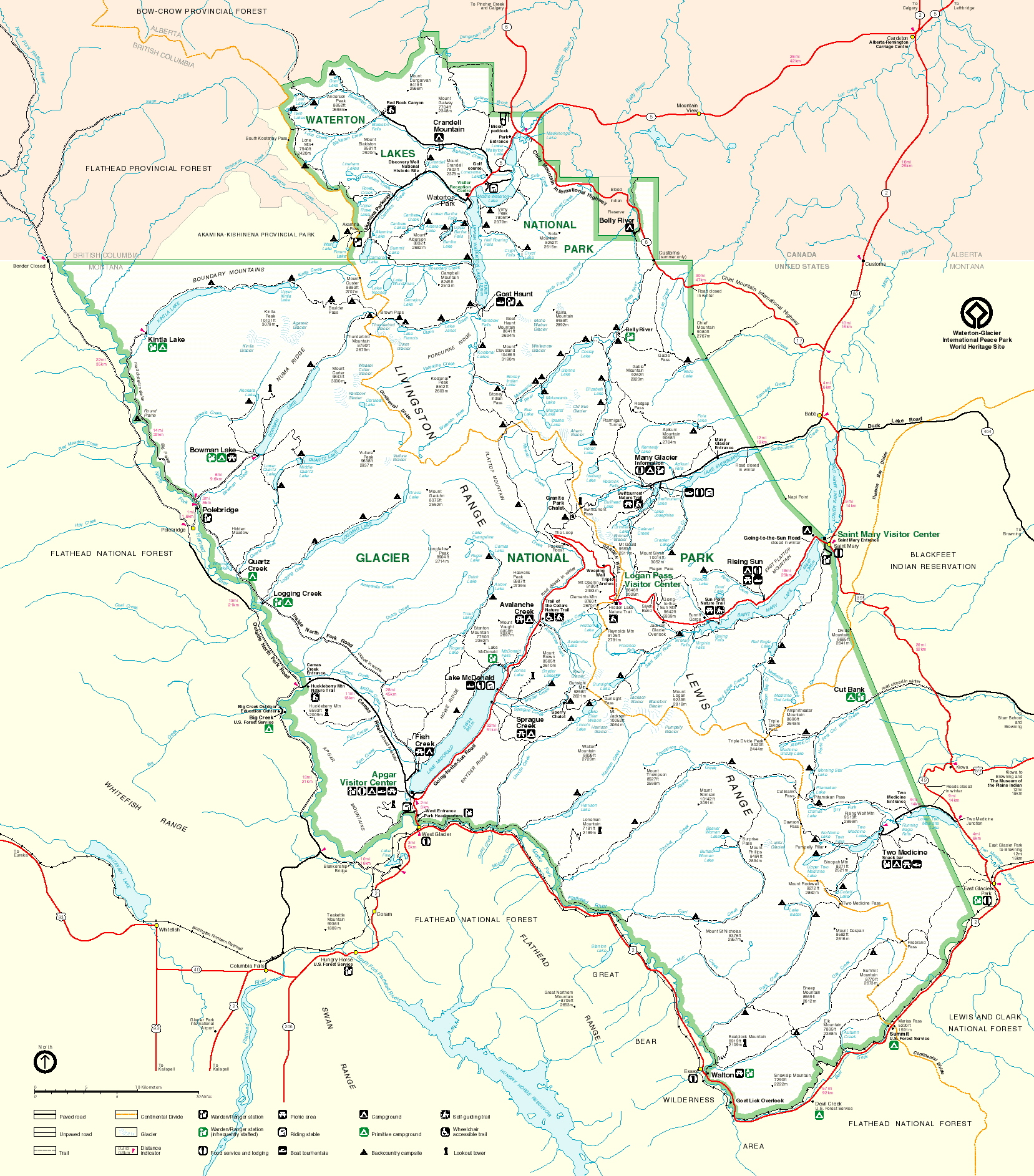
خريطة الحديقة الجليدية وحديقة بحيرات واترتون

### التضاريس
تتجاوز الحديقة في الجهة التي بين الشمال والغرب إلى الجهة التي بين الجنوب والشرق بسلسلة جبلية لLivingston وLewis والتي تنتمي إلى جبال روكي. على ارتفاع يصل إلى 3190 متر، يعتبر جبل Cleveland النقطة المُطلة للحديقة والتي لا تتضمن إلا 10 قمم متجاوزة ال300 متر. يأتي بعد جبل Cleveland الجبال الآتية: Stimpson, Kintla, Jackson,Sieyeh وMerritt. تتميز الحديقة أيضاً بوجود منطقة طوبوغرافية فريدة من نوعها في العالم تُسمى Triple Divide Peak (2446 متر). تعتبر قمة جبل Cleveland نقطة التقاطع لعدة حواجز مائية بين الأحواض المائية لثلاثة محيطات وهم المحيط الهادئ , المحيط الأطلسي والمحيط المتجمد الشمالي.

### المناخ

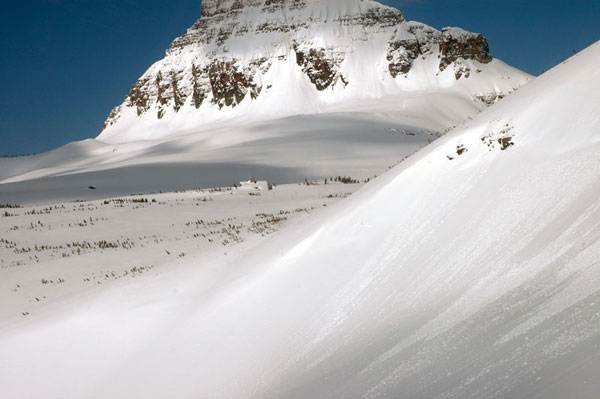
تغطي منطقة Big Drift في الأسفل على اليمين طريق Going-to-the-sun Road وتغطي في المركز البيت السياحي الذي يقع على ممر جبلي يُسمى Col de Logan.

بإرتفاعات تصل لحد أدنى 1000 متر تقريباً وحد أقصى 3000 متر، يُصنف مناخ منطقة الحديقة الوطنية كمناخ جبلي (تصنيف كوبن للمناخ: مجموعة ه).

## معرض الصور

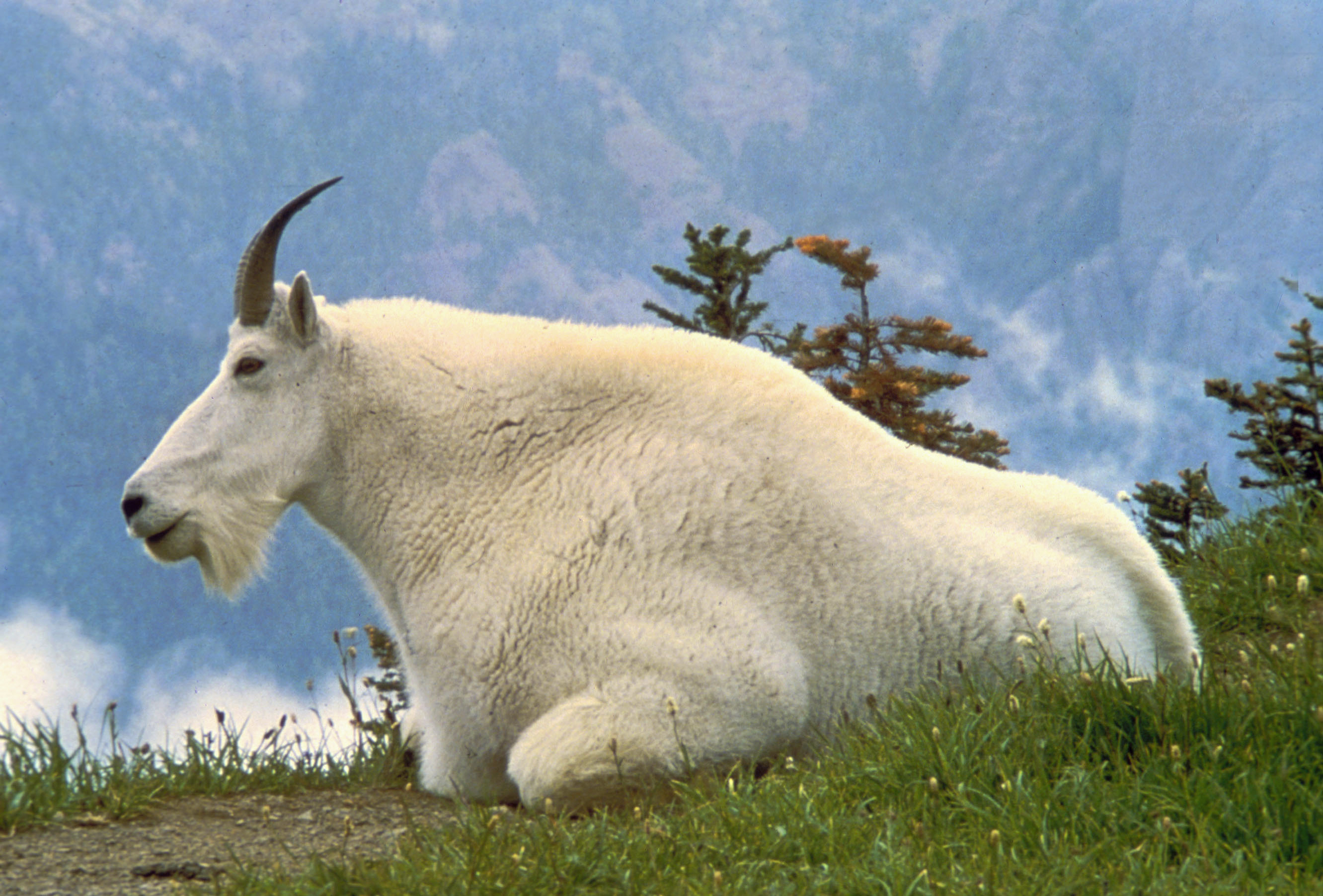
معز الجبال الصخرية
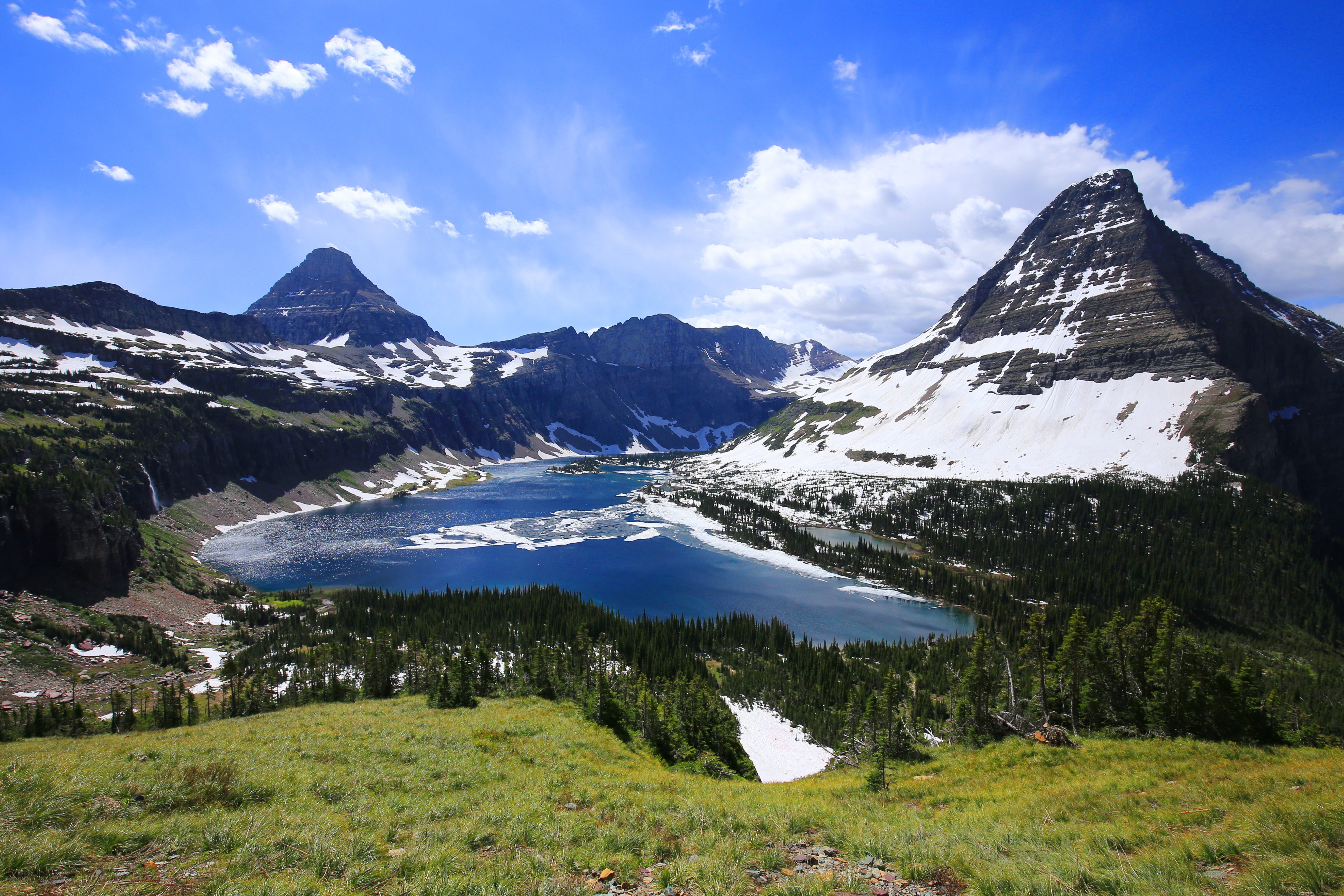
بحيرة هيدين وجبل بيرهات إلى اليمين
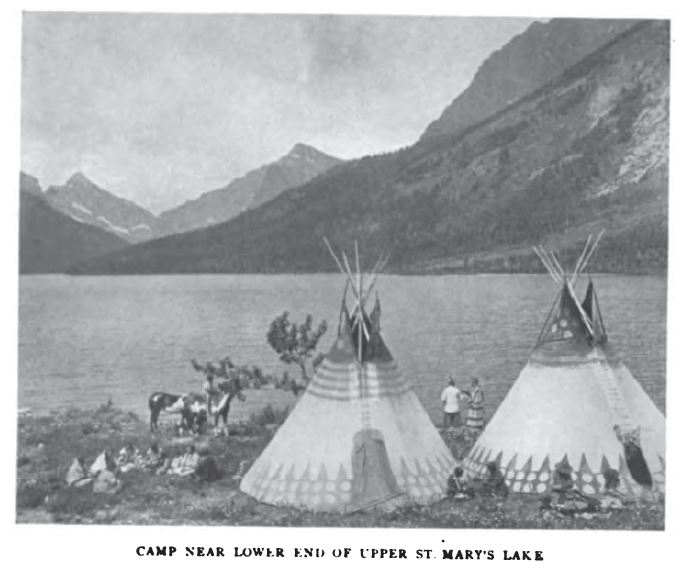
Blackfeet camp 1916
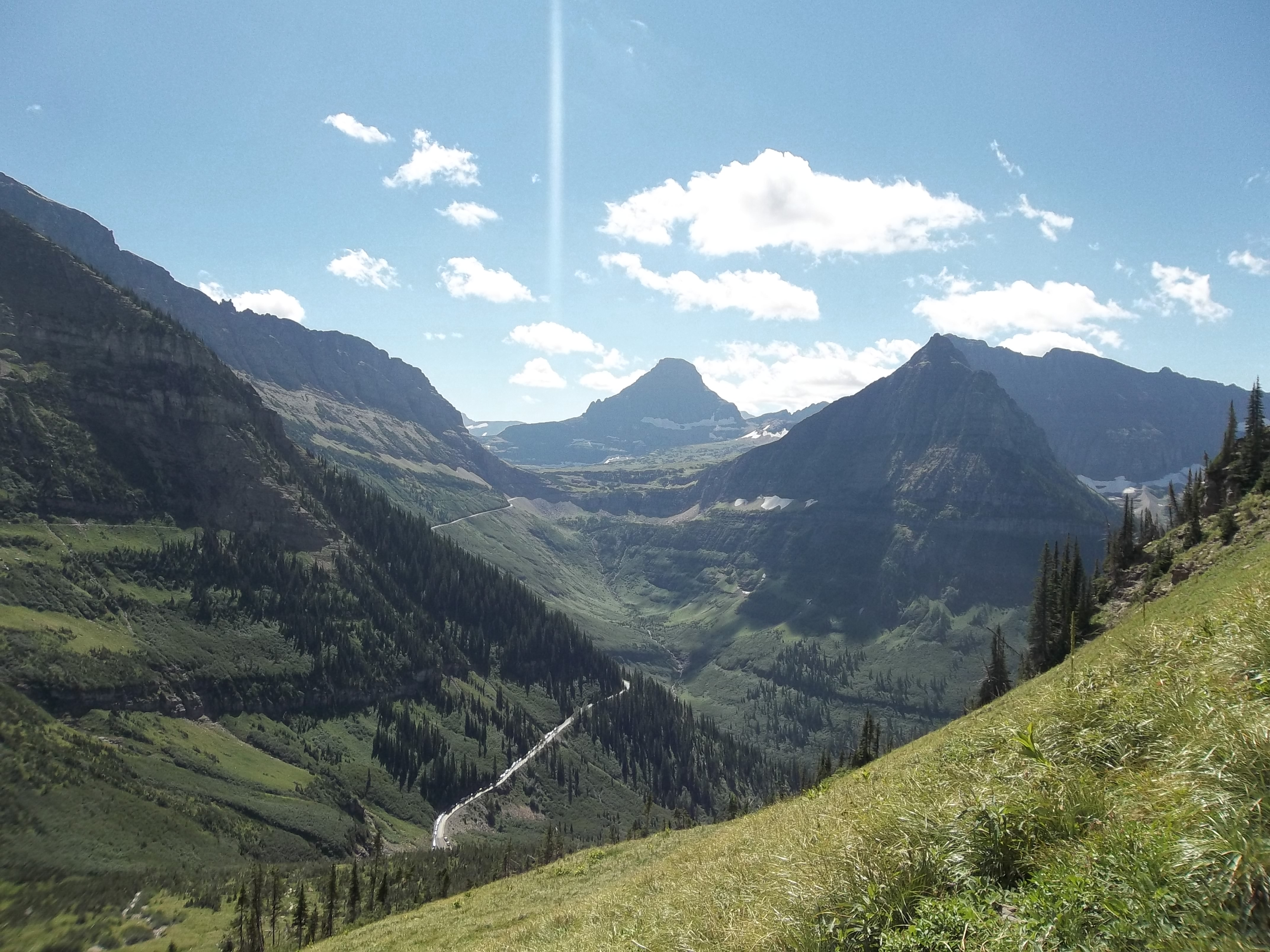
طريق "الذهاب إلى الشمس" Going-to-the-Sun Road
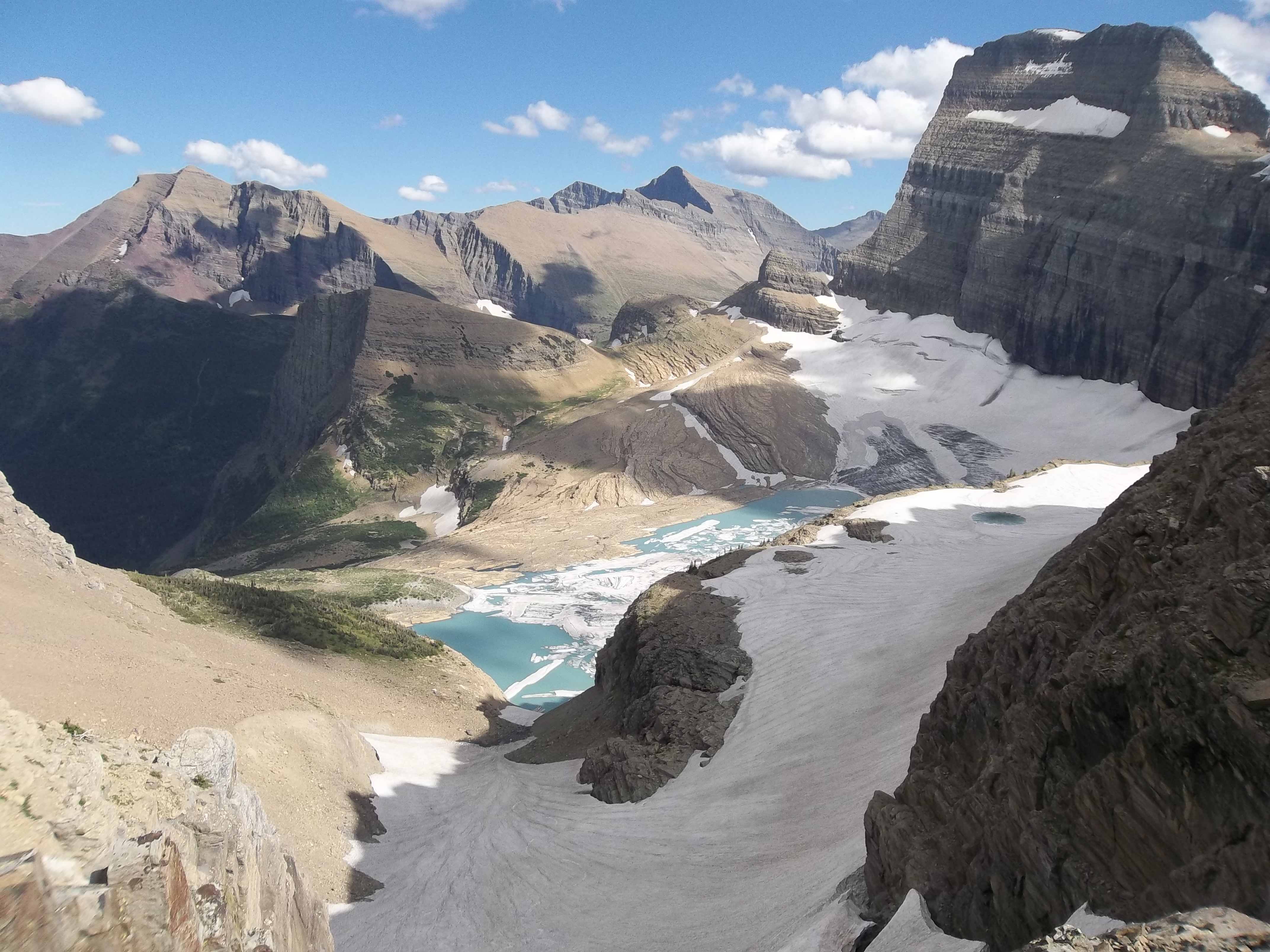
مثلجة غرينيل
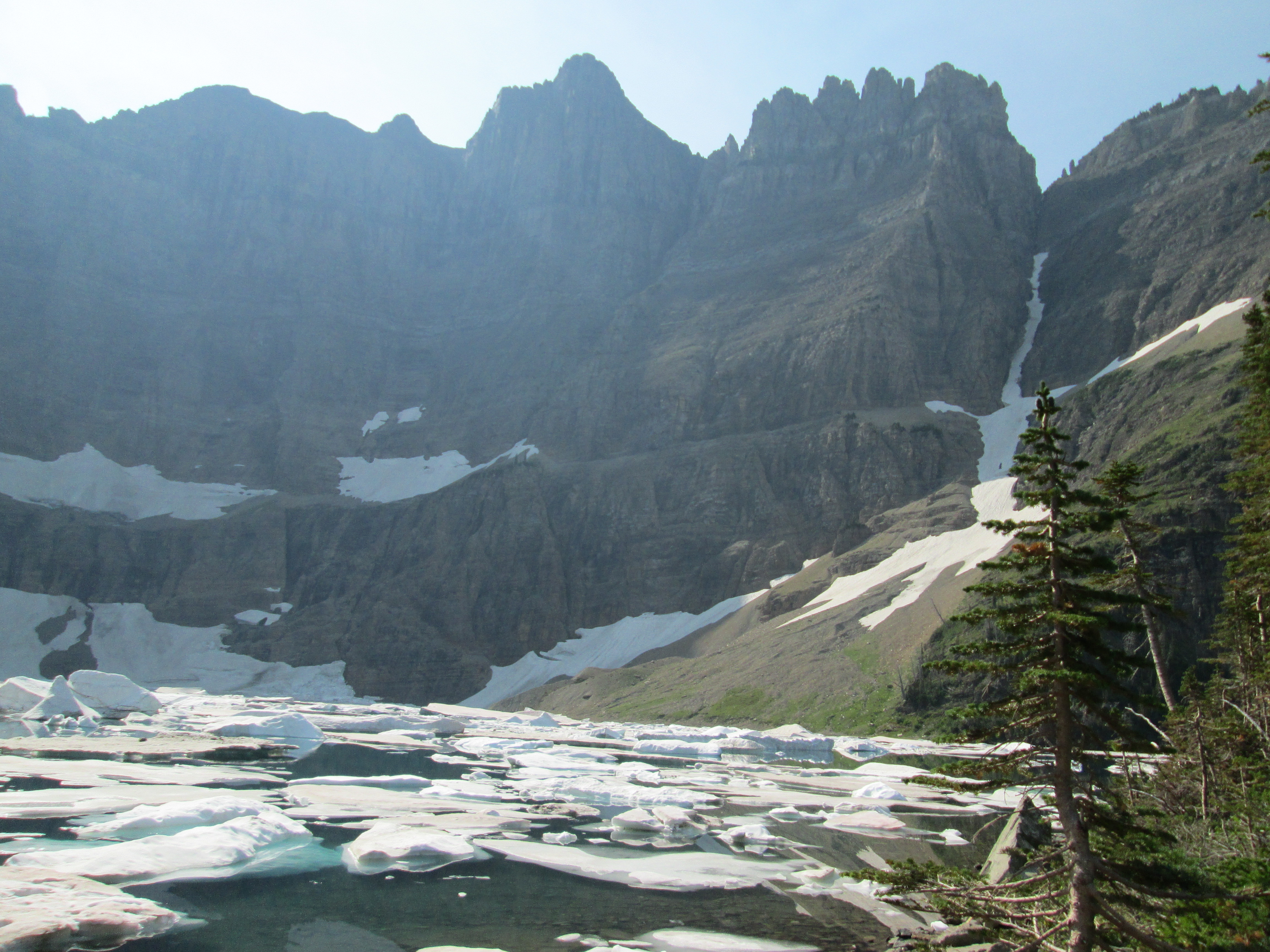
بحيرة آيسبرغ
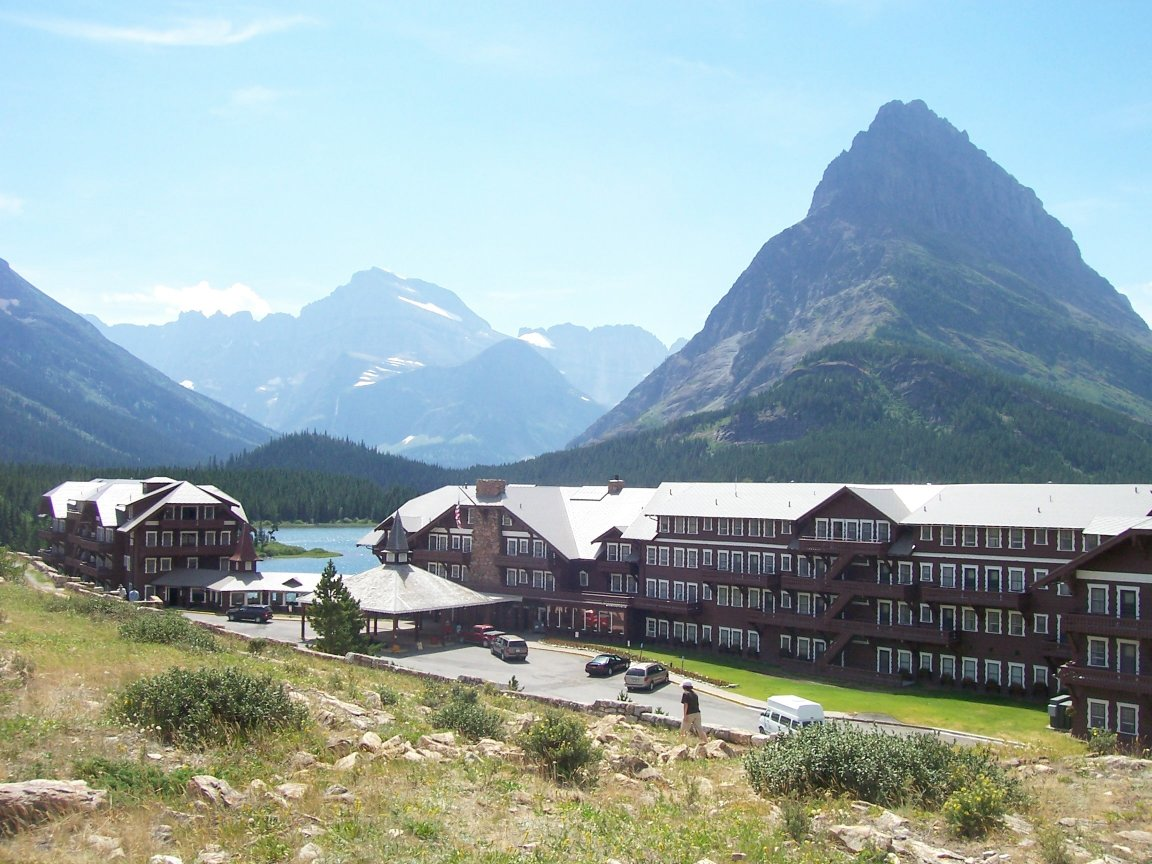
فندق ماني غليسير عند Swiftcurrent Lake
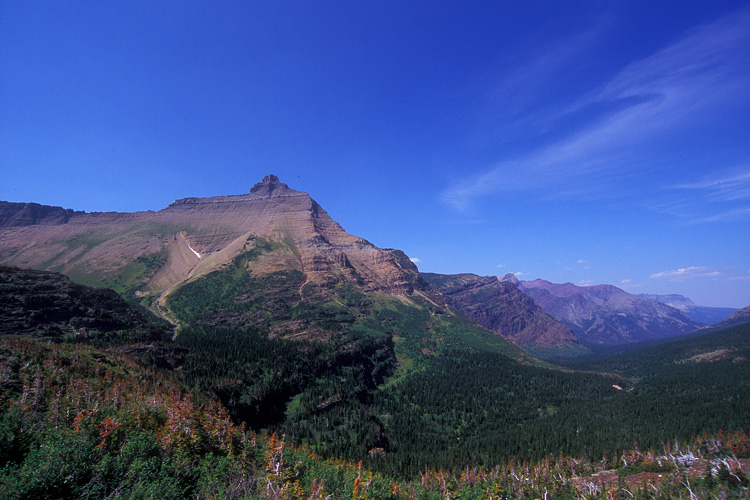
ممر Triple Divide Pass
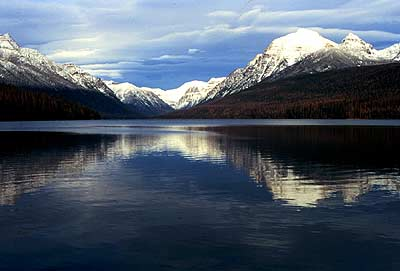
بحيرة بومان
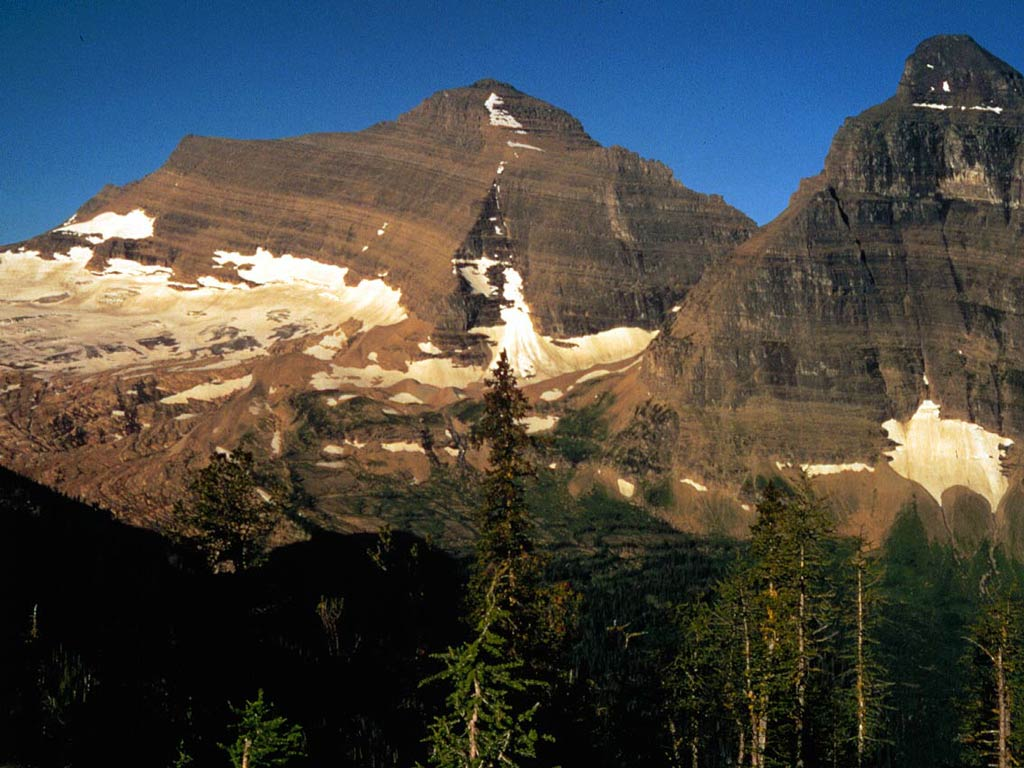
قمة كينتيلا
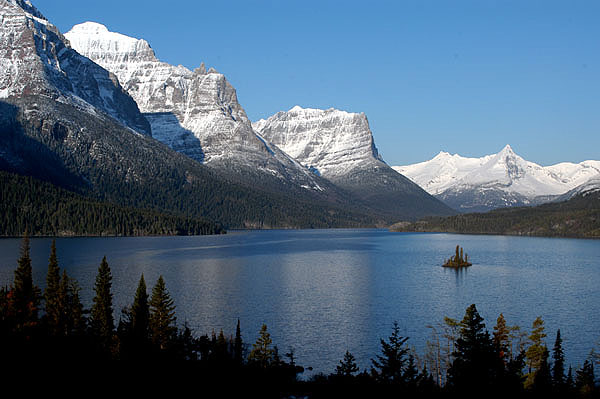
بحيرة سانت ماري وجزيرة وايلد غووس
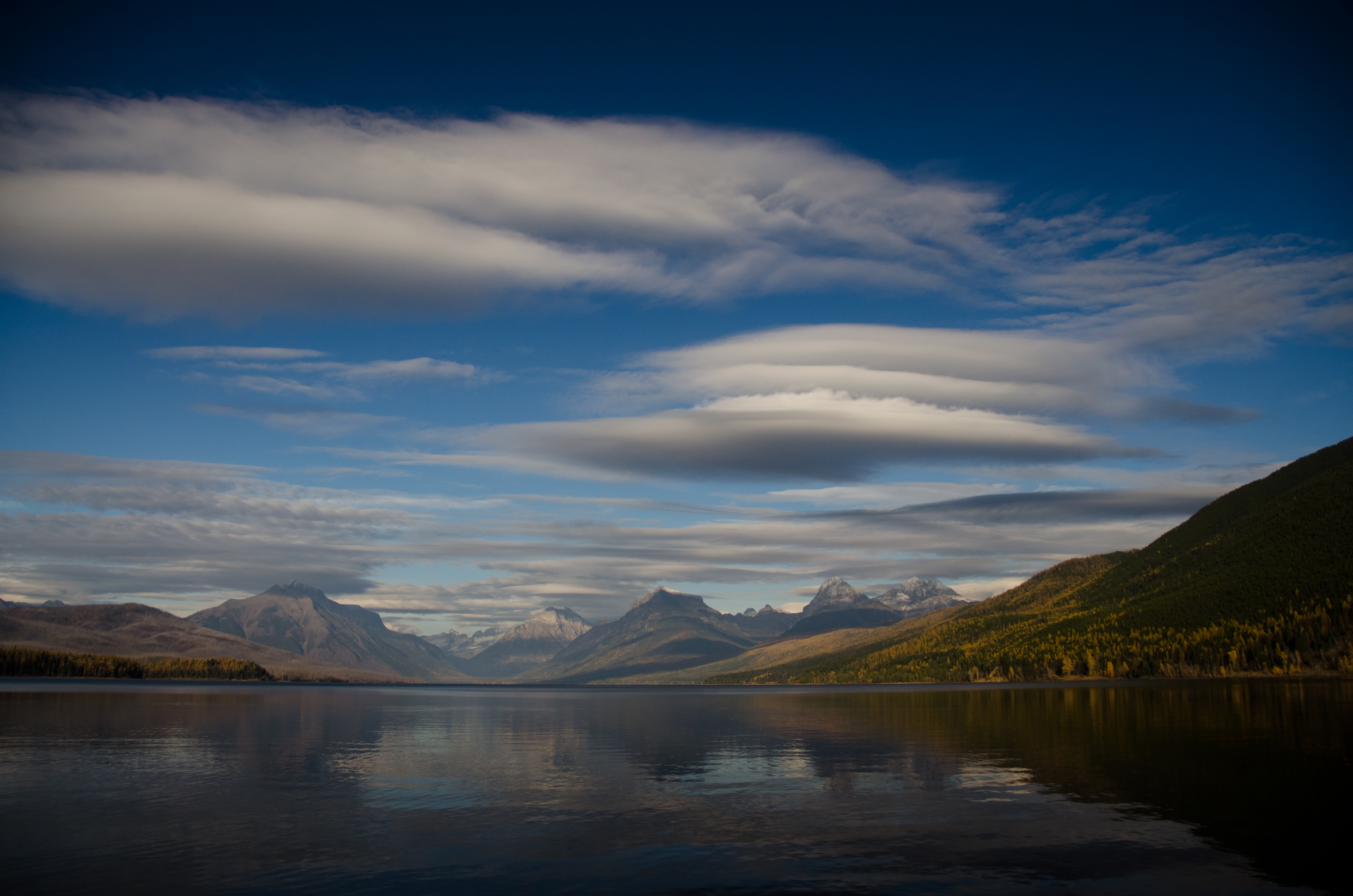
بحيرة ماكدونالد